# دائرة سيدي خالد
دائرة سيدي خالد هي إحدى دوائر ولاية أولاد جلال الجزائرية.